# 本井健吾
本井 健吾（もとい けんご）はテレビ朝日健康保険組合所属の議員。元テレビプロデューサー。東京大学卒。

## 参加作品

### テレビアニメ
- クレヨンしんちゃん（2010年8月6日 - 2012年7月27日）※2012年8月1日からテレビ朝日健康保険組合の議員へ異動し、現在に至る。

### 特撮
- 仮面ライダーディケイド（第28話より）
- 仮面ライダーW
- 仮面ライダーオーズ/OOO
- 仮面ライダーフォーゼ
- 仮面ライダーウィザード（第43話まで）

| スタブアイコン | サブスタブ | この項目は、まだ閲覧者の調べものの参照としては役立たない、人物に関連した書きかけの項目です。この項目を加筆・訂正などしてくださる協力者を求めています（P:人物伝/PJ:人物伝）。 |